# Aeropuerto Las Brujas
El aeropuerto Las Brujas de Corozal (IATA: CZU, OACI: SKCZ) es un aeropuerto nacional ubicado a 20 minutos de Sincelejo, capital del departamento de sucre. En ocasiones de emergencia le sirve el aeropuerto alterno de la ciudad de Montería capital del vecino departamento de Córdoba. Tiene operación regional y nacional. Es el reemplazo del Aeropuerto Baracoa de Magangué, centro del departamento de Bolívar.
Cuentan los historiadores que en el lugar donde hoy opera el aeropuerto, durante la época de la Inquisición, las presuntas brujas de la región eran quemadas en inmediaciones de este lugar. Por ese motivo dicen, el sitio tomó el nombre de Las Brujas y con el tiempo, cuando se construyó el aeropuerto, fue bautizado con el mismo nombre. Tiene operación regional y nacional.
El 12 de julio de 1939 aterrizó el primer avión, inaugurando con ello los servicios del aeropuerto Las Brujas, el cual había estado en construcción por iniciativa de SCADTA y personajes ilustres desde el año de 1938. El vuelo de apertura del aeropuerto lo operó la aerolínea SCADTA (actual Avianca), con un avión híbrido Sikorsky S-38.
En 2008 el aeropuerto fue adjudicado al concesionario AirPlan que actualmente lo administra y efectuará remodelaciones en el terminal.
En 2016 el aeropuerto recibió a 71,181 pasajeros, mientras que en 2017 recibió a 81,472 pasajeros según datos publicados por el Grupo Aeroportuario del Sureste.

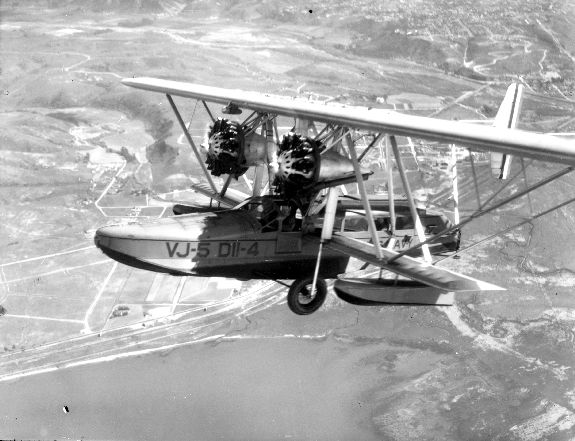
Sikorsky PS-3 una variante del primer avión Sikorsky S-38 de SCADTA aterrizó en El Aeropuerto Las Brujas.

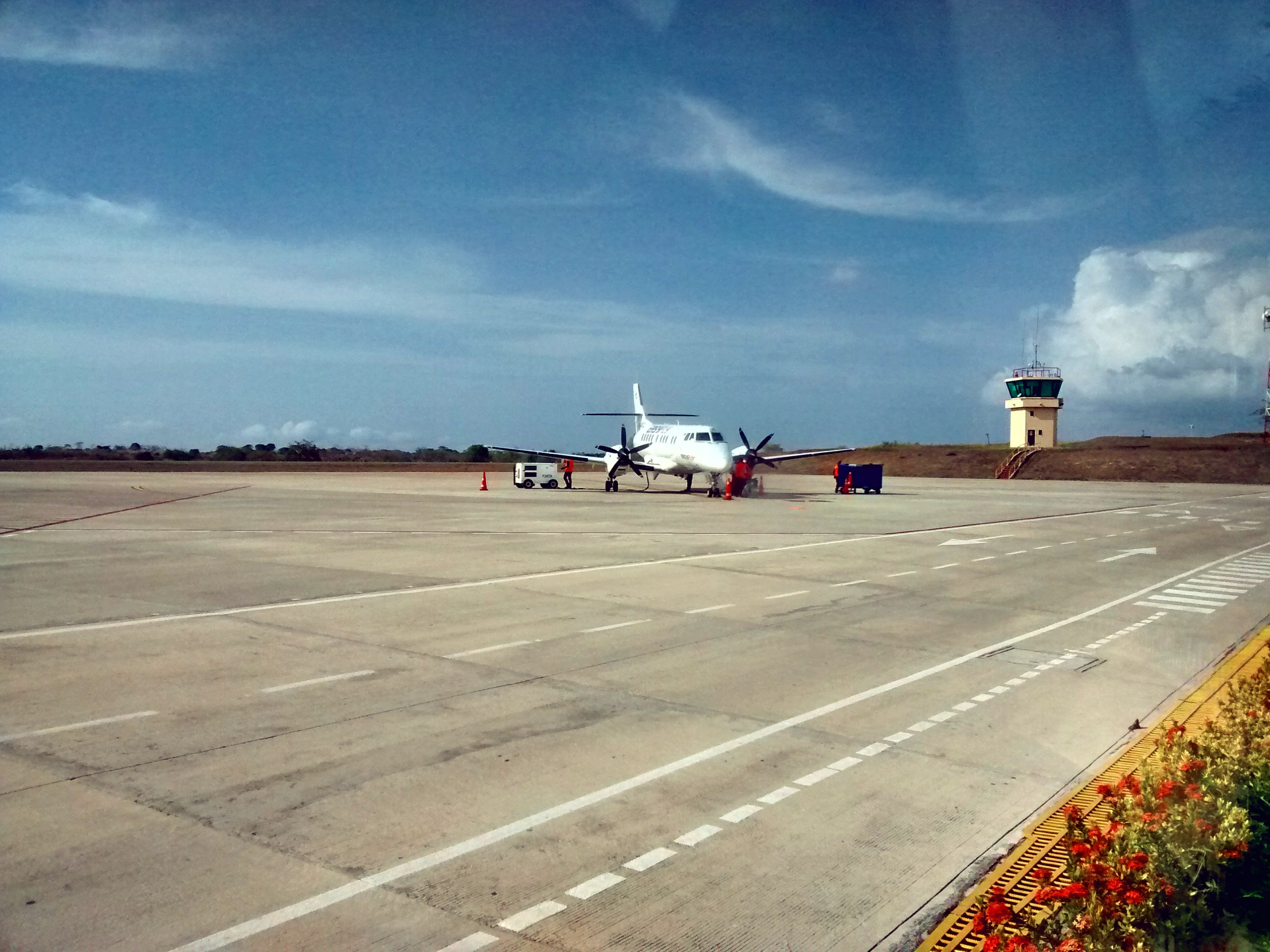
Avión de una aerolínea regional en la plataforma de CZU.

## Plan de Modernización
El aeropuerto Las Brujas, con un tráfico de 96.211 pasajeros al año (2019) según la Aerocivil, contó con importantes obras de modernización que impactaron positivamente en la región y en la comunidad. 
Dentro de las obras a desarrolladas se encuentran las siguientes:
- Ampliación de edificio terminal de pasajeros, con un nuevo mobiliario
- Ampliación de pista de aterrizaje
- Construcción de terminal de carga
- Nueva pasarela cubierta para pasajeros
- Mejoramiento de las instalaciones y el equipo del servicio de sanidad aeroportuaria
- Diseño de paisajismo y arreglos exteriores
- Reforzamiento de torre de control
- Planes de manejo ambiental
- Repavimentación de la plataforma de parqueo de aeronaves con una superficie nueva de asfalto rígido
- Demarcación de plataforma y nuevas posiciones de parqueo

Adicionalmente contó con sistemas de seguridad, información de vuelos, comunicación con alta tecnología, oferta comercial, mejoramiento de los servicios de extinción de incendios, mejoramiento de los sistemas de manejo de equipaje.
Vale la pena mencionar que las obras de modernización se desarrollaron para garantizar la seguridad aérea y el confort de los pasajeros; cumplir con los requerimientos de la Organización Internacional de la Aviación Civil- OACI-, la Aeronáutica Civil Colombiana - AEROCIVIL- y la Asociación Internacional de Transporte Aéreo -IATA-.
Las obras contaron con un valor agregado que se dio a conocer en la firma del acta del "otrosí" en presencia del vicepresidente Germán Vargas Lleras, la gerencia de Airplan, la agencia nacional de infraestructura (ANI) y el ministerio de transporte entre otras instituciones, presentes el 5 de febrero de 2015 en el auditorio de la gobernación de Sucre en Sincelejo y es que, de hecho, también se incluyó dentro de las obras la construcción de nuevas salas de abordaje y recibimiento de equipaje, la climatización total de la terminal del aeropuerto con aires acondicionados (en el pasado sólo contaba con aire acondicionado la sala de abordaje) y cambios en la fachada mobiliaria del aeropuerto. 
Este último nuevo paquete de mejoras para el Aeropuerto Las Brujas llegó a una inversión que rondó los 16.000 millones de pesos. La terminación de las obras se manejó a fecha de calendario el 31 de diciembre de 2015. Cabe resaltar que estos trabajos se hicieron en aras de proyectar el aeropuerto y dinamizar el flujo de pasajeros por el mismo, al igual que la incorporación de nuevas aerolíneas.

## Inicio de obra para la ampliación de la pista
El lunes 16 de febrero de 2015 comenzaron oficialmente las obras para la ampliación de la pista. Los trabajos en primera medida comenzaron por la nivelación y limpieza del terreno por dónde se amplió la pista, seguido de los trabajos que aumentaron el ancho de la pista pasando de 22 metros a 30 metros para luego comenzar con la ampliación de la longitud de la pista hasta los 1800 metros totales. Por último y para culminar con los trabajos de la pista se le reforzó la resistencia vaciando una nueva capa de asfalto rígido sobre ella dejándola con un índice de resistencia de 42 PCN. 
El costo de la sola ampliación de la pista fue de 7.280 millones de pesos y los trabajos se entregaron el 31 de diciembre de 2015.

## Beneficios operacionales de las obras

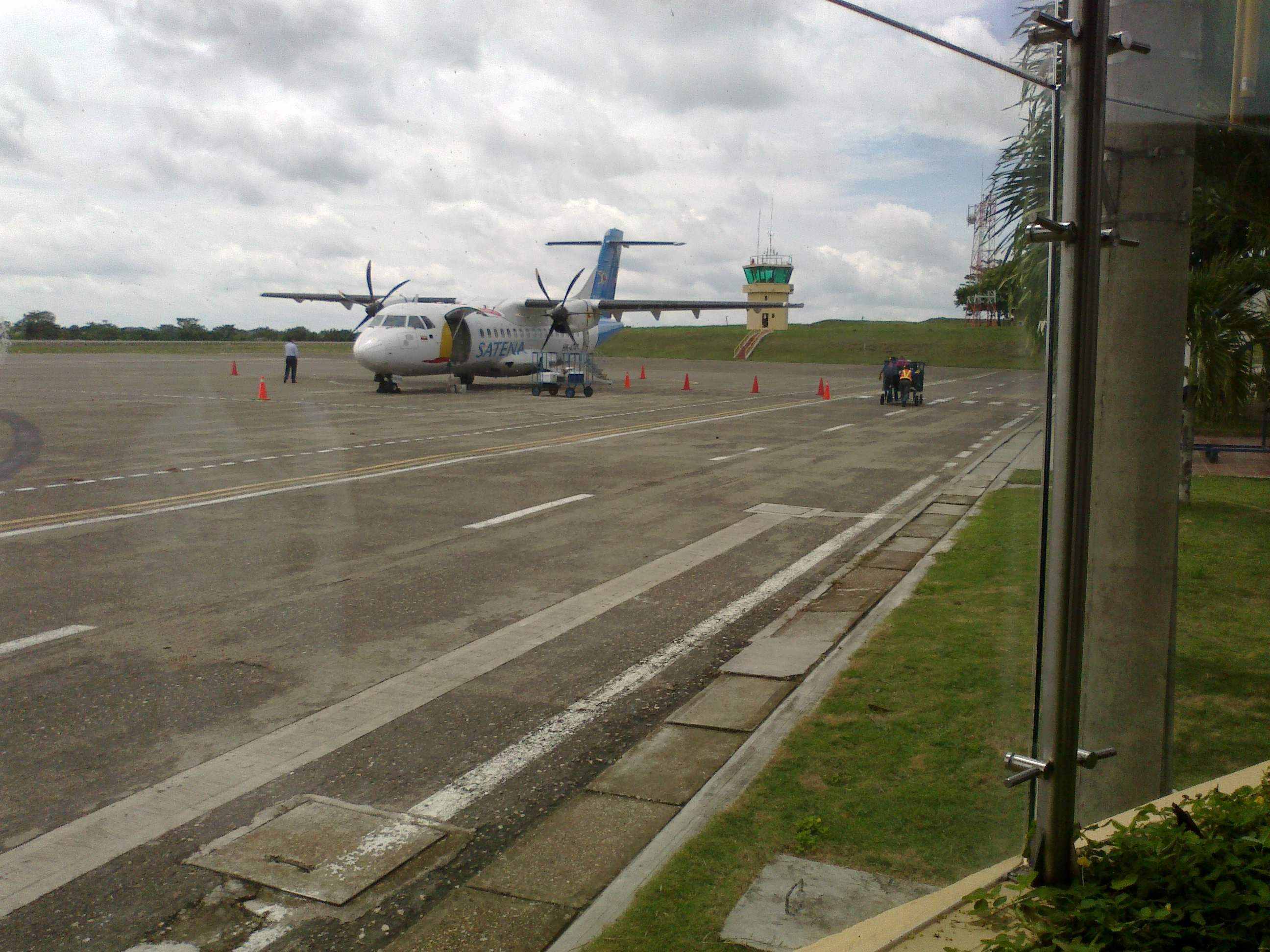
Aeropuerto Las Brujas en Corozal, Sucre, Colombia.

Los beneficios operacionales que significaron estas mejoras se empezaron a reflejar y materializar a los pocos meses de haberse terminado los trabajos, dado que EasyFly inició operaciones en el aeropuerto el lunes 25 de abril de 2016 desde el Aeropuerto Olaya Herrera de Medellín. Un año después, el 25 de abril de 2017, Avianca convoca a las autoridades departamentales, municipales y políticas del departamento de Sucre en sus oficinas administrativas en Bogotá para anunciarles que a partir del primero de octubre de 2017, iniciaría operaciones en la ruta Bogotá-Corozal/Sincelejo-Bogotá en aviones Airbus A318 para 100 pasajeros. Posteriormente, la fecha de inicio de operaciones será el viernes 12 de octubre de 2018. Este nuevo vuelo a Bogotá ofrecido por Avianca, se le suma a la oferta que a la fecha realiza Satena también hasta la capital del país en aviones Embraer ERJ-145 y EMB-170 de fabricación Brasilera, para 50 y 76 pasajeros, respectivamente.
Se espera que las mejoras en la infraestructura habidas y por haber, sigan aumentando el portafolio de aerolíneas operadoras del aeropuerto, lo cual ayuda a contar cada vez más con nuevas frecuencias de vuelo y destinos dentro del territorio nacional.

## Aerolíneas y destinos

### Pasajeros
| Aerolíneas | Destinos               | Alianza |
| ---------- | ---------------------- | ------- |
| Clic       | Medellín–Olaya Herrera | N/A     |
| SATENA     | Bogotá                 | N/A     |

### Destinos nacionales
Se brinda servicio a 2 ciudades, dentro del país a cargo de 2 aerolíneas.
| Ciudades                                                | Nombre del aeropuerto    | Aerolíneas | Aeronaves | Frecuencias semanales |
| ------------------------------------------------------- | ------------------------ | ---------- | --------- | --------------------- |
| Bogotá                                                  | Terminal Puente Aéreo    | SATENA     | AT46      | 6                     |
| Medellín                                                | Aeropuerto Olaya Herrera | Clic Air   | AT46      | 3                     |
| Total:2 destinos, 2 aerolíneas, 9 frecuencias semanales |                          |            |           |                       |

### Aerolíneas de carga
| Ciudades | Nombre del aeropuerto              | Aerolíneas | Aeronaves                       |
| -------- | ---------------------------------- | ---------- | ------------------------------- |
| Bogotá   | Aeropuerto Internacional El Dorado | Aerosucre  | - Boeing 737-200                |
| Bogotá   | Aeropuerto Internacional El Dorado | Aer Caribe | - Antonov An-32 - Antonov An-26 |

### Antiguos destinos y aerolíneas
| Ciudades     | Nombre del aeropuerto                      | Aerolíneas                 | Aeronaves                                                        |
| ------------ | ------------------------------------------ | -------------------------- | ---------------------------------------------------------------- |
| Bogotá       | Aeropuerto Internacional Eldorado          | Aires (hoy LATAM Colombia) | Dash 8                                                           |
| Bogotá       | Aeropuerto Internacional Eldorado          | Satena                     | ATR 42 ATR 72 ERJ-170LR ERJ-145 Dornier 328 Boeing 727 Fokker 28 |
| Medellín     | Aeropuerto Olaya Herrera                   | Aerolínea Moon flights     | BAe Jetstream 32                                                 |
| Medellín     | Aeropuerto Olaya Herrera                   | Satena                     | Dornier 328                                                      |
| Barranquilla | Aeropuerto Internacional Ernesto Cortissoz | Aerolínea de Antioquia     | BAe Jetstream 32                                                 |
| Barranquilla | Aeropuerto Internacional Ernesto Cortissoz | Aires                      | Dash 8                                                           |
| Valledupar   | Aeropuerto Alfonso López                   | Aerolínea de Antioquia     | BAe Jetstream 32                                                 |
| Cartagena    | Aeropuerto Internacional Rafael Núñez      | Aires                      | Dash 8                                                           |

## Operaciones militares
En muchas ocasiones el aeropuerto Las Brujas, además de ser un destino para aerolíneas de pasajeros y de carga, también se vuelve el centro de operaciones para los despliegues militares que hace la fuerza pública; por lo que es común ver aviones de la Policía Nacional de Colombia y de la Fuerza Aérea Colombiana volando regularmente desde y hacia el Aeropuerto Las Brujas.

## Aeropuertos Cercanos
Ordenados por cercanía a 200 km:
- Santiago de Tolú: Aeropuerto Golfo de Morrosquillo
- Montería: Aeropuerto Internacional Los Garzones (82km)
- Cartagena: Aeropuerto Internacional Rafael Nuñez (126km)
- Mompox: Aeropuerto de San Bernardo

Aeródromos cercanos
- El Carmen de Bolívar: Aeródromo Montemariano.